# 謝表 (嘉靖壬戌進士)
謝表（1532年—？），字子陳，浙江杭州府錢塘縣人，民籍，明朝政治人物。

## 生平
嘉靖三十四年（1555年）乙卯科浙江鄉試第二十六名舉人。嘉靖四十一年（1562年）中式壬戌科會試第一百七名，三甲第一百五十九名進士。

## 家族
曾祖謝麟；祖父謝時雍；父謝應葵，母何氏。慈侍下。弟師、賜、教。